# 蒙蒂贝卢
蒙蒂贝卢是巴西米纳斯吉拉斯州的一个市镇。总面积421.286平方公里，总人口12573人，人口密度29.8人/平方公里。